# Schossaly
Schossaly (kasachisch und russisch Жосалы) ist ein Ort im Gebiet Qysylorda im Süden Kasachstans.

## Geografie
Schossaly liegt im Süden Kasachstans im Gebiet Qysylorda rund 130 Kilometer nördlich der Stadt Qysylorda am rechten Ufer des Syrdarja. Dieser wird flussaufwärts zur intensiven Bewässerung landwirtschaftlicher genutzt; abseits dieser Flächen ist die Umgebung durch trockene Wüsten geprägt.

## Geschichte
Schossaly wurde 1853 als russisches Fort gegründet. Es war Bestandteil der sogenannten Syrdarja Linie, einer Verteidigungslinie der russischen Armee, die nach der Eroberung des Khanats von Kokand aufgebaut wurde. Der Ort trug zuerst den Namen Qarmaqschy (Қармақшы).
Ab den 1930er Jahren lebte eine große Anzahl an Menschen im Ort, die aus anderen Teilen der Sowjetunion dorthin deportiert wurden. Unter ihnen waren viele Tschetschenen, Koreaner, Deutsche und Griechen. Zu Zeiten der Sowjetunion gab es im Ort eine Ölmühle und ein Industrieunternehmen, das Teile für Bohrinseln herstellte.

## Bevölkerung
Die Volkszählung 1999 ergab für den Ort eine Bevölkerung von 18.997 Menschen. Bei der Volkszählung im Jahr 2009 hatte Schossaly 18.983 Einwohner. Bei der letzten Volkszählung 2021 lebten 20.182 Menschen in Schossaly. Zum 1. Januar 2025 ergab die Fortschreibung der Bevölkerungszahlen eine Einwohnerzahl von 20.220 Menschen.
| Einwohnerentwicklung               | Einwohnerentwicklung | Einwohnerentwicklung | Einwohnerentwicklung | Einwohnerentwicklung | Einwohnerentwicklung | Einwohnerentwicklung | Einwohnerentwicklung |
| 1939                               | 1959                 | 1970                 | 1979                 | 1989                 | 1999                 | 2009                 | 2021                 |
| ---------------------------------- | -------------------- | -------------------- | -------------------- | -------------------- | -------------------- | -------------------- | -------------------- |
| 9.981                              | 13.393               | 20.658               | 23.518               | 19.509               | 18.997               | 18.983               | 20.182               |
| Anmerkung: Volkszählungsergebnisse |                      |                      |                      |                      |                      |                      |                      |

## Wirtschaft und Verkehr
Durch Schossaly verläuft die Schnellstraße M32, die in nördlicher Richtung weiter nach Aqtöbe und Oral zur russischen Grenze führt und weiter in Richtung Süden nach Qysylorda und schließlich nach Türkistan und Schymkent. Davon zweigt nördlich des Ortes die regionale Fernstraßen R69 ab, die auf der rechten Seite des Syrdarja über Schalaghasch und Terengösek bis nach Qysylorda verläuft.
Im Zentrum von Schossaly liegt der Bahnhof des Ortes an der Trans-Aral-Eisenbahn.

## Söhne und Töchter des Orts
- Waleri Ptschelin (* 1962), sowjetisch-russischer Bildhauer